# Passiflora cinnabarina
Passiflora cinnabarina Lindl. – gatunek rośliny z rodziny męczennicowatych (Passifloraceae Juss. ex Kunth in Humb.). Występuje endemicznie w Australii w stanach Nowa Południowa Walia, Wiktoria oraz Tasmania. 

## Morfologia
PokrójZdrewniałe, trwałe, nagie liany.
LiściePotrójnie klapowane, ścięte lub sercowate u podstawy. Mają 4–12 cm długości oraz 6–12 cm szerokości. Całobrzegie, z tępym lub ostrym wierzchołkiem. Ogonek liściowy jest owłosiony i ma długość 5–15 mm. Przylistki są liniowe, mają 3–8 mm długości.
KwiatyPojedyncze. Działki kielicha są podłużnie lancetowate, czerwono-zielonkawe, mają 2,5–3,5 cm długości. Płatki są lancetowate, czerwone, mają 1–1,5 cm długości. Przykoronek ułożony jest w jednym rzędzie, żółty, ma 8–14 mm długości.
OwoceSą prawie kulistego lub elipsoidalnego kształtu. Mają 2,5–4 cm długości i 2–3,7 cm średnicy.